# Amarnsko obdobje
Amarnsko obdobje je bilo obdobje egipčanske zgodovine v drugi polovici Osemnajste dinastije, ko je bila faraonova rezidenca preseljena v Ahetaton (slovensko Atonovo obzorje), sedanjo Amarno. Obdobje se je začelo z vladavino faraona Amenhotepa IV. (vladal 1353-1336 pr. n. št.), ki je spremenil svoje ime v Ehnaton, da bi odražalo dramatično spremembo  egipčanske mnogobožne religije v religijo enega boga, ki ga je predstavljal sončni disk Aton in se častil nad vsemi drugimi bogovi. Egipčansko mnogoboštvo je obnovil Ehnatonov naslednik Tutankamon.

## Verski razvoj
Ehnaton je poskušal vzpostaviti najzgodnejšo preverjeno obliko enoboštva, čeprav je izvor čistega enoboštva predmet nenehnih razprav v akademski skupnosti. Nekateri trdijo, da je Ehnaton obnovil enoboštvo, drugi pa poudarjajo, da je zgolj zatrl prevladujoči kult sonca z uveljavljanjem drugega in ni nikoli povsem opustil čaščenja več drugih tradicionalnih božanstev. Znastveniki so prepričani, da je Ehnatonova predanost njegovemu božanstvu Atonu užalila mnoge oblastnike pod njim, kar je prispevalo h koncu njegove dinastije. Po njegovi smrti  se je zgodil damnatio memoriae. Čeprav sodobni študenti egiptologije menijo, da je Ehnatonovo enoboštvo najpomembnejši dogodek v tem obdobju, so poznejši Egipčani menili, da je tako imenovano amarnsko obdobje samo neposrečen odklon od starih običajev.
V tem obdobju je bilo veliko novosti v imenih in verskih obredih. Egipčani so na vero in znanost gledali kot na eno in isto. Pred amarnskim obdobjem so naravne pojave razlagali s številnimi bogovi, v tem obdobju pa se je okrepilo enoboštvo. Ko so ljudje začeli razmišljati o izvoru vesolja, so Amon-Raja imeli za edinega stvarnika in boga sonca. Pogled na tega boga je viden v Himni Atonu:
 »Ko tvoje gibanje izgine in greš počivat v Akhet, je dežela v temi, kot bi umrla  ... odeja teme, dežela v globoki tišini, s tistim, ki si jih poslal počivat  v svoj Akhet. Dežela postane svetla, ko se pojaviš v Akhet, in cel dan sije v sončnem disku. Ko razbliniš temo in daš svoje žarke, sta Dve deželi v praznovanju svetlobe.«
Iz vsebine himne je razvidno, da se narava vsakodnevne božje  dejavnosti vrti okoli vsakodnevnega poustvarjanja Zemlje in se osredotoča na sedanje življenje in ne na večnost.
Po amarnskem obdobju so ta verska prepričanja padla v nemilost. Domneva se, da se je to zgodilo deloma tudi zato, ker je bilo samo kralju in njegovi družini dovoljeno neposredno častiti Amon-Raja, drugim pa je bilo dovoljeno častiti samo njega in njegovo družino.

## Kraljeve ženske
O kraljevih ženskah v Amarni je ohranjenih več besedil kot o katerih koli drugih ženskah iz Starega Egipta. Jasno je, da so imele očitno veliko vlogo v vladarskih in  verskih zadevah. Te ženske so bile pogosto prikazane kot same po sebi močne osebnosti.
Kraljica Nefretete, njeno ime pomeni 'lepa je tukaj', naj bi bila gonilna sila nove monoteistične religije. Ehnatonu je rodila šest hčera. Več Ehnatonovih hčera je bilo enako ali še bolj vplivnih kot njegove žene. Nekaj razprav govori o tem, da je imel z njimi tudi spolne odnose, vendar ni nobenih dokazov, da bi katera od njih rodila njegovega otroka. Ehnaton je več svojim hčeram podelil naslov kraljice.

## Umetnost
Med Ehnatonovim vladanjem se je upodabljanje kraljeve družine dramatično spremenilo. Kipi  Ehnatona odstopajo od običajnih. Upodobljen je na zelo stiliziran način z močnimi stegni, vitkim trupom, povešenim trebuhom, polnimi ustnicami ter dolgim vratom in nosom. Nekateri poznavalci so prepričani, da je bila sprememba posledica »prisotnosti novih ljudi ali skupin umetnikov v Amarni, katerih ozadje in izobrazba sta bila drugačna od tistih, ki so jih imeli karnaški kiparji.«
Dogodki po Ehnatonovi smrti so nejasni, tako kot identitete in politike njegovega sovladarja in neposrednih naslednikov, in so še vedno predmet znanstvenih  razprav.

## Tutankamon in amarnsko nasledstvo
Tutankamon, eden od zadnjih v dinastiji amarnskih kraljev, je umrl še preden je dopolnil dvajset let. Zadnja leta njegove dinastije so zelo nejasna. Po njegovi smrti je dinastija izumrla. Obe njegovi hčerki, ki bi ga lahko nasledili,  sta umrli med porodom.
V hetitskih letopisih je omenjena egipčanska kraljica Dakamunzu, vdova kralja Nibhururija. Kraljica se pogosto enači s Tutankamonovo kraljevo ženo Anhesenamon, čeprav sta mogoči kandidatki tudi Nefretete in Meritaton. Kraljica je poslala kralju Šupiluliumi I. prošnjo, naj ji  pošlje enega od svojih sinov za moža in kralja Egipta. V njenem pismu je opazen strah in odpor do tega, da bi se morala poročiti z enim od svojih podložnikov. Šupiluliuma je v Egipt poslal svojega odposlanca, da bi preveril stanje in se dogovoril za pogoje prihoda svojega sina v Egipt. Hetitski princ Zananza je bil umorjen, verjetno na poti v Egipt.  Sinova smrt je Šupiluliumo ogorčila in je zanjo obtožil Egipčane. Za smrt se je maščeval z napadom na egipčanske vazale v Siriji in Kanaanu in zasedel mesto Amki. Na žalost so bili egipčanski vojni ujetniki iz Amkija okuženi s kugo, ki je opustošila Hetitsko cesarstvo in umorila Šupiluliumo I. in njegovega neposrednega naslednika.
Zadnja dva vladarja Osemnajste dinastije, Aj in Horemheb, sta bila pred tem uradnika na kraljevem dvoru. Aj se je morda poročil s Tutankamonovo vdovo, da bi prišel na oblast. Oba sta kmalu umrla. Ajev naslednik Horemheb je bil general egipčanske vojske, Tutankamonov diplomat in administrator in morda kandidat za njegovega naslednika, ker ni imel svojih otrok. Horemheb je morda v državnem udaru odstavil Aja in tudi sam umrl brez otrok. Za svojega naslednika je imenoval Paramesuja, ki je leta 1292 pr. n. št. zavladal kot Ramzes I. in prvi vladar Devetnajste egipčanske dinastije.

## Zunanja politika
Amarnska pisma so dopisi med egipčanskimi vladarji in vladarji imperijev, ki so jih sodobni zgodovinarji poimenovali Klub velikih sil: Babilonija, Asirija, Mitani in Hetitsko kraljestvo, glavne sile v Mezopotamiji, Levantu in Anatoliji v pozni bronasti dobi.

### Velike sile

#### Babilon, EA 1-11
Babilonci, ki so bili takrat pod oblastjo Kasitov, so v pismih omenjeni kot Karadunijci. Kasitska dinastija se je kasneje asimilirala z babilonsko kulturo. Korespondenca med Egipčani in Kasiti vsebuje različne vsakdanje stvari in eno od redkih sporočil iz Egipta drugi državi: faraonov odgovor na poizvedbo kralja Kadašman-Enlila I., kje je njegova sestra, ki je bila poslana na diplomatsko poroko. Kadašman-Enlil I. je okleval poslati svojo hčer na drugo diplomatsko poroko, dokler ni izvedel za položaj svoje sestre. Faraon mu je vljudno odgovoril, da lahko pošlje nekoga, ki pozna njegovo sestro in bo preveril njen status. Kasnejša korespondenca obravnavala pomen izmenjave daril, in sicer zlata, ki bi se uporabilo za  gradnjo templja v Babiloniji. Obstaja tudi dopis, v katerem se babilonski kralj pritožuje zaradi neprimernega princesinega spremstva. Motilo ga je premajhno število vozov, ki bi lahko vzbudilo posmeh lokalnih kraljev.

#### Asirija, EA 15-16
Asirija, ki je bila prvotno egipčanska vazalna država, je v času Amarnskih pisem postala neodvisna. Amarnski pismi 15 in 16 je napisal kralj Ašur-Ubalit I. V prvem se predstavlja in najavlja odposlanca, ki bi raziskal Egipt: »Pogledal bi, kako izgledate in kako izgleda vaša dežela, potem pa bi se vrnil« (EA 15). V drugem pismu sprašuje, zakaj mu Egipt ne pošlje dovolj zlata in se prepira o kraljevem dobičku: »Potem naj (glasnik) ostane zunaj in naj umre kar tam na soncu, toda za samega kralja mora biti dobiček«.

#### Mitani, EA 7-30
Nekoč sovražnik je Mitani v času Amarnskih pisem  postali zaveznik Egipta. Mitanska pisma je napisal kralj Tušratta. V njih se ukvarja z različnimi temami, kot so ohranjanje in obnavljanje zakonskih zvez ter pošiljanje različnih daril. Pismi EA 22 in EA 25, na primer, vsebujeta popis daril mitanskega kralja Tušratte egipčanskemu  faraonu. Drugi pomembni dopisi so se nanašali na zlat kip, obravnavan v EA 26 in EA 27. Ehnaton se je poročil z mitansko princeso, da bi utrdil vezi med obema narodoma.

#### Hetitsko kraljestvo, EA 41-44
Hetitsko kraljestvo v vzhodni Anatoliji je kasneje iz Mitanija naredilo svojo vazalno državo. Hetitska pisma je napisal kralj Šupiluliuma I. Imela so različno vsebino, od razprav o preteklih zavezništvih do obdarovanja in vzajemnega spoštovanja. V EA 42 je omemba, da je bil hetitski kralj užaljen, ker je bilo faraonovo ime napisano nad njegovim. Konec besedila zelo razdrobljen, vendar se da iz njega razbrati, da bo izbrisal faraonovo ime.

## Galerija
- Kraljica Tija, matriarh Amarnske dinastije, Ehnatonova mati in žena Amenhotepa III.; za svojega sina je vodila državne zadeve
- Ehnaton, rojen kot  Amenhotep IV., je začel versko revolucijo, v kateri je razglasil Atona za vrhovnea boga in obrnil hrbet starim običajem; prestolnico Egipta je preselil v Ahetaton
- Kraljica Nefertiti, Ajeva hčerka in Ehnatonova žena. Bila je velika kraljeva  žena in kot taka njegova sovladarka. Mogoče je tudi, da je nekaj časa vladala samostojno kot Neferneferuaton
- Smenhkare je bil Ehnatonov sovladar. Poročen je bil z Nefertitino hčerko Meritaton
- Kraljica Meritaton, najstarejša hčerka Ehnatona in Nefertiti in Smenhkarejeva žena. Nekaj časa je morda vladala samostojno in je ena od mogočih kandidatk za  Neferneferuaton
- Neferneferure in Neferneferuaton Tašerit, upodobljeni kot otroka, sta bili dve od šestih hčera Ehnatona in Nefertiti
- Pokrov kanopskega vrča kraljice Kije, ene od Ehnatonovih nižjih žena
- Mumija Mlajše gospe iz grobnice KV35. Analiza DNK je pokazala, da je bila Tutankamonova mati in Ehnatonova sestra
- Maja je bila dojilja kronskeg princa Tutankamona, pokopana v veliki grobnici v Sakari
- Tutankamon, sin Ehnatone in njegove sestre. Kot faraon je obnovil staro egipčansko religijo in preselil prestolnico nazaj v Tebe
- Anhesenamon, rojena kot Anhesenpaaton, je bila Ehatonova hčerka in Tutankamonova žena. Po moževi smrti se je poročila s svojm starim očetom Ajem
- Aj, Ehnatonov in Tutankamonov vezir in Nefretitin oče. Po Tutankamonovi smrti se je poroči s svojo vnukinjo Anhesenamon in postal faraon
- Horemheb je bil Tutankamonov in Ajev vezir. Po prihodu na prestol je nadaljeval politiko damnatio memoriae vseh, povezanih z amarnskim obdobjem. Poročen je bil z Nefertitino sestro Mutnodžmet, ki je umrla na porodu. Ker ni imel potomcev, je ta svojega naslednika imenoval Paramesuja
- Ruševine Aetatona, sedanje Amarne